# إليوشن إل-1
إليوشن إل-1 (بالإنجليزية: Ilyushin Il-1)‏ هي طائرة مقاتلة أنتجت في 1944. من صناعة إليوشن. كان أول طيران لها في 1944.